# Nassenfels
Nassenfels – gmina targowa w Niemczech, w kraju związkowym Bawaria, w rejencji Górna Bawaria, w regionie Ingolstadt, w powiecie Eichstätt, siedziba wspólnoty administracyjnej Nassenfels. Leży na terenie Parku Natury Altmühltal, w Jurze Frankońskiej, około 10 km na południe od Eichstätt, nad rzeką Schutter.

## Dzielnice
W skład gminy wchodzą trzy dzielnice: Meilenhofen, Zell an der Speck i Wolkertshofen.

## Demografia
Dane o ludności z 31 grudnia 2008:
| Opis                                | Ogółem | Ogółem | Kobiety | Kobiety | Mężczyźni | Mężczyźni |
| ----------------------------------- | ------ | ------ | ------- | ------- | --------- | --------- |
| Jednostka                           | osób   | %      | osób    | %       | osób      | %         |
| Populacja                           | 1912   | 100    | 935     | 48,9    | 977       | 51,1      |
| Wiek przedprodukcyjny (0–17 lat)    | 461    | 24,11  | 218     | 11,4    | 243       | 12,71     |
| Wiek produkcyjny (18–65 lat)        | 1169   | 61,14  | 563     | 29,45   | 606       | 31,69     |
| Wiek poprodukcyjny (powyżej 65 lat) | 282    | 14,75  | 154     | 8,05    | 128       | 6,69      |

## Polityka
Wójtem gminy jest Andreas Husterer z CSU, rada gminy składa się z osób.
|      | CSU | FWG | BL | Razem |
| 2008 | 6   | 6   | -  | 12    |
| 2002 | 6   | 5   | 1  | 12    |

## Współpraca
Miejscowości partnerskie:
- Comana, Rumunia
- Fladungen, Bawaria